# Vilémov (ort i Tjeckien, Olomouc)
Vilémov är en ort i Tjeckien.   Den ligger i regionen Olomouc, i den östra delen av landet, 190 km öster om huvudstaden Prag. Vilémov ligger 393 meter över havet och antalet invånare är 475.
Terrängen runt Vilémov är platt söderut, men norrut är den kuperad. Terrängen runt Vilémov sluttar österut. Runt Vilémov är det ganska tätbefolkat, med 111 invånare per kvadratkilometer. Närmaste större samhälle är Olomouc, 19,0 km öster om Vilémov. Trakten runt Vilémov består till största delen av jordbruksmark.